# 대한민국 국군의 성적 지향 및 성정체성
이 문서는 대한민국 국군의 성적지향 및 성정체성에 대한 설명이다.
대한민국의 군법과 절차는 군 복무 중인 성소수자 개인을 차별한다. 군형법상 추행죄에 따르면 동성애는 합의와 상관없이 동성관계가 '성폭행/가해'로 표시되고 최고 2년 징역형까지 처벌할 수 있는 것으로 간주되는 범죄로 규정돼 있다. 입대 당시 신병들은 신체적, 정신적 건강에 따라 분류된다. 성소수자는 인사로서의 지위와 의무를 결정하는 '정신적 장애'나 '인성 장애'를 가진 것으로 표시할 수 있다. 그들은 또한 정신 시설에 수용되거나 불명예 제대될 수 있다. 군인들은 성희롱, 폭력, 성적 지향 및 성 정체성을 강제적으로 폭로하는 경험을 보고하였다.
LGBTQ+ 인권 운동가들과 다른 시민 단체들은 이러한 군사 정책들이 위헌이고 차별적이며 개인의 사생활과 자신의 성적 성향과 성 정체성을 결정할 수 있는 권리라고 주장했다. 우파 기독교 단체 대표들과 다른 보수주의자들은 동성 관계에 대한 제한을 느슨하게 하는 것이 군 기강과 국가 안보를 해칠 수 있다는 의견을 표명했다. 이러한 차별적 관행에 맞서 싸우는 것을 돕기 위한 몇 가지 항의와 옹호 노력이 있었다. 제92조의 합헌성은 법정에서 여러 차례 이의를 제기하였으나 합헌성은 계속 유지되고 있다. 불법성 때문에 불가피하게 수감될 처지에 놓였음에도 불구하고 LGBTQ+ 개인은 양심적 병역거부를 이용해 성소수자 차별과 군내 지배적인 남성적이고 가부장적인 문화에 항의해왔다.

## 군형법상 추행죄
성적인 성향과 성 정체성은 민간법에서 다루어지지 않는다. 군형법 제92조의6은 그동안 합의 여부와 관계없이 동성 구성원 간의 모든 성행위를 '성폭행 및 괴롭힘'으로 분류한다고 해석되었다. 이 조항을 위반한 사람은 2년 이하의 징역에 처해진다. 군 장병도 동성관계에 따라 불명예 제대할 수 있다. 2022년 판례변경이 되었다.

## 신체검사 규칙
징병 신체검사에 관한 규정에서는 동성연애자 및 비시스젠더를 정신질환으로 규정하여 '성주체성장애' 등으로 규정하고 있다.(아래 표의 기준 102-3 참조) 이 규정들은 또한 트랜스젠더들이 그들의 해부학적 구조와 그들의 법적 성별 지위에서 예시된 것처럼 그들의 해부학적 판단에 근거하여 복무하기에 적합한지 여부를 결정한다.
| 과목     | 기준 | 징병시 평가등급               |
| -------- | --- | ----------------------------- |
| 정신과   | 102-3 성주체성장애 및 성선호장애 - 가: 추가 관찰 필요 - 나: 경도 - 다: 고도                                                | - 가: 7급 - 나: 4급 - 다: 5급 |
| 비뇨기과 | 384. 고환의 결손 또는 위축 (주: 고환이 2/3 이상 감소한 것을 위축으로 본다.) - 가: 한쪽 - 나: 양쪽                          | - 가: 4급 - 나: 5급           |
| 비뇨기과 | 394. 음경절단 - 가: 부분 귀부 상실 - 나: 완전 귀부 상실 - 다: 음경의 1/2 이상 상실 (성교가 불가능한 사람 및 성전환자 포함) | - 가. 4급 - 나. 5급 - 다. 6급 |

평가등급
- 1~4급: 현역 또는 보충역에 적합.
  - 1~3급: 현역에 적합.
  - 4급: 보충역에 적합.
- 5급: 현역 또는 보충역에 적합하지 않음. 민방위 대상
- 6급: 병역에 적합하지 않음. 신체적 또는 정신적 장애로 인한 병역면제.
- 7급: 재검사대상.

### 트랜스젠더 및 젠더 비관행 인력
점점 더 많은 사람들이 나와서 스스로를 트랜스젠더라고 밝히면서, 대한민국 군대는 트랜스젠더들을 위한 규정을 만들어야 했다. 군대는 트랜스남성이나 트랜스여성만 인정한다. 젠더 비관행 또는 젠더 이분법에 맞지 않는 사람은 무시된다.
트랜스 남성은 일부 트랜스 남성이 군복무를 원할 수 있음에도 불구, 장애, 군복무에 적합하지 않은 것으로 간주된다. 법적 성별을 바꾸는 트랜스 남성은 5급으로 되어 현역이나 보충역 근무에 부적합하다.
트랜스 여성들은 의무 징집을 완료하기를 꺼리고 있다. 면제 혜택을 받거나 "남자"로 복무할 수 있는 두 가지 선택권이 있다. 성전환 수술을 받지 않았거나 어떤 치료도 받을 의사가 없는 트랜스 여성은 강제 복무를 하게 됐다. 2006년 대법원 판결은 법적으로 성별이 바뀌는 트랜스 여성은 자동적으로 병역면제를 받는다고 명시했다. 그러나 법적인 성별 변경은 얻기 어렵다. 법정 성별 변경 기준에는 2명 이상의 정신과 전문의로부터 성전환 진단을 받은 것과 불임화, 성기 재건 등이 있다. 고환 제거술, 질성형술의 평균 비용은 약 200만 원(미화 1900만 원), 1200만 원(미화 1만1500원)이며 이러한 절차는 보험 적용 대상이 아니다. 결과적으로, 대부분의 트랜스 여성들은 합법적인 성별 변경으로 면제를 받을 수 없다. 그러나 성별 변경을 위해 필요한 의료적 조치로 인해 고환이나 음경이 결손되면 면제를 받는다.
트랜스 여성도 징병 신체검사를 받다가 '성 정체성 장애'가 심하다는 진단을 받아 면제를 받을 수 있다. 군의관은 "성 정체성 장애"를 가진 개인을 경도, 고도로 진단해야 하며, 고도의 진단을 받은 사람만 면제된다. 또한 6개월 동안 의학적인 치료를 받았거나, 한 달 이상 입원했거나, 성 정체성 장애의 다른 심각한 증상이 있음을 증명해야 한다. 법적으로 허가된 관행은 아니지만, 고환 제거술은 개인이 "고환 상실"이라는 또 다른 면제 기준을 충족할 수 있도록 한다.[표에서 기준 384와 394 참조]
성 정체성 장애로 인한 징병 검사에서 경도에는 3급이 부여됐으며, 5급을 받는 규정이 엄격해 까다로웠던 기간인 2012년부터 2015년 사이에 104명의 트랜스 여성이 "고환 상실"을 기준으로 면제되었다. 당시 징병검사 규정은 학교생활기록부를 요구하는 등, 차별적이었다. 2018년 9월 성주체성장애 및 성선호장애에는 최소 4급이 부여되도록 개정되었다. 2021년 2월 병역판정 신체검사 등 검사규칙이 재차 개정되어 4급이 폐지되고 대신 기존 5급보다는 쉽고 기존 4급보다 까다로운 기준으로 5급을 받도록 바뀌었다.
2024년 병역판정 신체검사 등 검사규칙이 재차 개정되어 4급판정이 부활되었다.

## 같이 보기
- 성적 지향 및 성정체성과 병역
- 트랜스젠더와 병역
- 아시아의 성소수자 권리
- 대한민국의 성소수자 역사
- 대한민국의 성소수자 권리
- 군형법상 추행죄
- 변희수